# Silvia Quandt
Silvia Quandt (* 1937 in Berlin) ist das älteste Kind des Industriellen Herbert Quandt, aus dessen erster Ehe mit Ursel Münstermann (Heirat 1933, geschieden 1940, die Tochter Silvia blieb zunächst bei ihrer Mutter). Sie lebt und arbeitet als Malerin und Boutiquenbetreiberin in München.

## Werdegang
Silvia Quandt entschied sich zunächst – im Unterschied zu den anderen Angehörigen der Familie Quandt – gegen einen Einstieg ins Wirtschaftsgeschäft, studierte an der Münchner Akademie für das graphische Gewerbe (ehemals „Meisterschule für Deutschlands Buchdrucker“, heute aufgegangen in der Fachhochschule München) und absolvierte eine Ausbildung zur Gebrauchsgrafikerin. Ab den 1960er Jahren war sie als freischaffende Malerin tätig. Seit 1967 waren ihre Werke auf mehreren Ausstellungen zu sehen, zum Beispiel in München, Düsseldorf, Münster, Mannheim, Bremen, sowie London, Paris und Zürich. 1968 wurde sie mit dem Burda-Preis für Bildende Kunst, 1969 mit dem Schwabinger Kunstpreis ausgezeichnet. Einige ihrer Werke sind in der Bayerischen Staatsgemäldesammlung vertreten. Ihre in den 1980er Jahren entstandenen Malereien und Druckgrafiken werden dem fantastischen Realismus zugerechnet. 
In den 1970er Jahren, als die Quandt-Gruppe von Herbert Quandt umstrukturiert und das Vermögen aufgeteilt wurde, bekam sie von ihrem Vater als vorweggenommenes Erbe bedeutende Wertpapierbestände und ein großes Immobilienvermögen. Im 21. Jahrhundert begann auch sie, sich finanzunternehmerisch zu betätigen. Sie war beteiligt und Namensgeberin der im Investment- und Merchant Banking tätigen Silvia Quandt & Cie. AG mit Niederlassungen in Frankfurt, London und Zürich. Ebenfalls beteiligt war sie an dem seit Februar 2007 börsennotierten Vermögensverwaltungs- und Beteiligungs-Unternehmen Altira AG. Im Jahr 2011 hat sie sich als Investorin von den Beteiligungen Silvia Quandt & Cie. AG sowie Altira AG getrennt.
Silvia Quandt hat einen Sohn, Golo Alexander Quandt (* 1975).